# Liste der Baudenkmäler in Nottuln
Die Liste der Baudenkmäler in Nottuln enthält die denkmalgeschützten Bauwerke auf dem Gebiet der Gemeinde Nottuln im Kreis Coesfeld in Nordrhein-Westfalen (Stand: Oktober 2011). Diese Baudenkmäler sind in der Denkmalliste der Gemeinde Nottuln eingetragen; Grundlage für die Aufnahme ist das Denkmalschutzgesetz Nordrhein-Westfalen (DSchG NRW).

| Bild                                                                                               | Bezeichnung                                                                                        | Lage                                                    | Beschreibung | Bauzeit                | Eingetragen seit | Denkmal- nummer |
| -------------------------------------------------------------------------------------------------- | -------------------------------------------------------------------------------------------------- | ------------------------------------------------------- | --- | ---------------------- | ---------------- | --------------- |
| weitere Bilder                                                                                     | Äußere Fassade des Gebäudes                                                                        | Nottuln Kirchplatz 1 Karte                              | |                        |                  | A004            |
| weitere Bilder                                                                                     | Außenfassade des ehemaligen Jugendherbergegebäudes                                                 | Nottuln Baumberg 6, 48301 Nottuln Karte                 | Heute Hotel und Restaurant Haus Steverburg |                        |                  | A007            |
| | Speicher, Remise, kleines Gerätehaus, Außenanlagen                                                 | Nottuln                                                 | |                        |                  | A012            |
| | Vierständer-Hauptgebäude, ausgenommen Scheunengebäude                                              | Nottuln                                                 | |                        |                  | A014            |
| | Haupthaus Scheunen                                                                                 | Nottuln                                                 | |                        |                  | A018            |
| Haupthaus                                                                                          | Haupthaus                                                                                          | Nottuln Mühlenstraße 16 Karte                           | |                        |                  | A019            |
| Gebäude                                                                                            | Gebäude                                                                                            | Nottuln Stiftstraße 19 Karte                            | |                        |                  | A021            |
| Kötterhaus                                                                                         | Kötterhaus                                                                                         | Nottuln Baumberg 46 Karte                               | |                        |                  | A023            |
| Bildstock Hagenstr./Havixbecker Str.                                                               | Bildstock Hagenstr./Havixbecker Str.                                                               | Nottuln Hagenstr./Havixbecker Str. Karte                | Der Bildstock zeigt die Hl. Familie. Als Künstler wird der Bildhauer Hermann Hidding vermutet. |                        |                  | A024            |
| Wegekapelle „Münnich“, Straße Potthoff/Ecke Dülmener Straße                                        | Wegekapelle „Münnich“, Straße Potthoff/Ecke Dülmener Straße                                        | Nottuln Straße Potthoff/Ecke Dülmener Straße Karte      | |                        |                  | A025            |
| Wegekreuz „Sternemann“                                                                             | Wegekreuz „Sternemann“                                                                             | Nottuln an der L 874 (nach Ortsausgang) Karte           | |                        |                  | A027            |
| Gebäude                                                                                            | Gebäude                                                                                            | Nottuln Burgstr. 9 Karte                                | |                        |                  | A041            |
| Speicher                                                                                           | Speicher                                                                                           | Nottuln Stevern 2 Karte                                 | |                        |                  | A042            |
| weitere Bilder                                                                                     | Gebäude (Kurie von der Recke)                                                                      | Nottuln Stiftsplatz 7 Karte                             | |                        |                  | A044            |
| weitere Bilder                                                                                     | Gebäude (Von Senden´sche Kurie)                                                                    | Nottuln Stiftsplatz 8 Karte                             | |                        |                  | A045            |
| weitere Bilder                                                                                     | Ascheberg'sche Kurie                                                                               | Nottuln Stiftsstraße 4 Karte                            | Dieses Gebäude wurde von der Familie Ascheberg nach Johann Conrad Schlauns Plänen errichtet. Es diente noch der letzten Äbstissin des Stiftes Nottuln als Wohnsitz.                                                                 | 1750                   |                  | A046            |
| weitere Bilder                                                                                     | „Alte Amtmannei“                                                                                   | Nottuln Stiftsstraße 13/15 Karte                        | Dieses Gebäude wurde als Verwaltungszentrum der Grundherrschaft des Stiftes Nottuln für den Amtmann nach Johann Conrad Schlauns Plänen errichtet.                                                                                   | 1748, 1784             |                  | A047            |
| weitere Bilder                                                                                     | Haus Klein-Schonebeck                                                                              | Appelhülsen Wierling 14 Karte                           | Haus Klein-Schonebeck ist ein Herrenhaus (um 1522) mit Werksteingliederung und Stufengiebeln bei Appelhülsen, Nottuln, Nordrhein-Westfalen, Deutschland. Reste der früheren Umgräftung haben sich bis in die heutige Zeit erhalten. | 1522, Treppenturm 1587 | 30. Juni 1987    | A048            |
| Stauanlage, Wasserrad, Brücke, Umfassungsmauern, Mühlengebäude                                     | Stauanlage, Wasserrad, Brücke, Umfassungsmauern, Mühlengebäude                                     | Nottuln Heller 49 Karte                                 | |                        | 16.10.1985       | A017            |
| weitere Bilder                                                                                     | Gebäude                                                                                            | Nottuln Stiftsplatz 10 Karte                            | |                        |                  | A049            |
| weitere Bilder                                                                                     | Gebäude, „Die alte Küsterei“                                                                       | Nottuln Kirchplatz 10 Karte                             | Die alte Küsterei stammt aus dem 19. Jahrhundert, in Backsteinmassivbau mit Sandsteinfenstern und -türrahmen. |                        |                  | A050            |
| weitere Bilder                                                                                     | Gebäude                                                                                            | Nottuln Kirchplatz 11 Karte                             | Das dreigeschossige Gebäude aus dem 17./18. Jhd. wurde als klassischer Kirchhofspeicher angelegt. |                        |                  | A051            |
| BW                                                                                                 | Statue Hl. Franziskus                                                                              | Nottuln Stiftstr. 14 Karte                              | Denkmal ist Eigentum der katholischen Kirche und wurde 2018 an einen anderen Ort verbracht. Ob und wo es momentan öffentlich zugänglich ist, ist im Moment unklar.                                                                  |                        | 1987             | A056            |
| Bildstock                                                                                          | Bildstock                                                                                          | Nottuln Schapdettener Str./Havixbecker Str. Karte       | | 1987                   |                  | A057            |
| Hl. Antonius, Kirchplatz                                                                           | Hl. Antonius, Kirchplatz                                                                           | Nottuln Kirchplatz Karte                                | | 1894                   | 1987             | A058            |
| Gebäude                                                                                            | Gebäude                                                                                            | Nottuln Hagenstraße 100 Karte                           | Das eingeschossige Ackerbürgerhaus ist ein bedeutendes Beispiel als Sandsteinbauwerk für diese Zeit. | 1890                   |                  | A059            |
| weitere Bilder                                                                                     | Gebäude                                                                                            | Nottuln Stiftsplatz 1 Karte                             | |                        |                  | A060            |
| weitere Bilder                                                                                     | Gebäude                                                                                            | Nottuln Stiftsplatz 4 Karte                             | |                        |                  | A061            |
| weitere Bilder                                                                                     | Gebäude                                                                                            | Nottuln Stiftsplatz 9 Karte                             | |                        |                  | A062            |
| weitere Bilder                                                                                     | Gebäude                                                                                            | Nottuln Stiftstraße 12 Karte                            | |                        |                  | A063            |
| Gebäude                                                                                            | Gebäude                                                                                            | Nottuln Hagenstraße 20 Karte                            | |                        |                  | A065            |
| BW                                                                                                 | | Nottuln Daruper Berg 5 Karte                            | |                        |                  | A067            |
| Transformatorenstation                                                                             | Transformatorenstation                                                                             | Nottuln Oberstockumer Weg Karte                         | |                        |                  | A068            |
| Gebäude                                                                                            | Gebäude                                                                                            | Nottuln Stiftstr. 8 Karte                               | |                        |                  | A069            |
| Glasgemälde im Inneren der „Baumberger Kapelle“                                                    | Glasgemälde im Inneren der „Baumberger Kapelle“                                                    | Nottuln Karte                                           | |                        |                  | A071            |
| Gebäude „Haus Sternemann“                                                                          | Gebäude „Haus Sternemann“                                                                          | Nottuln Hagenstr. 13 Karte                              | |                        |                  | A073            |
| Nebenhaus                                                                                          | Nebenhaus                                                                                          | Nottuln Stiftstraße 6 Karte                             | |                        |                  | A074            |
| Straßenfassade und Giebelseiten des Gebäudes, hier: Doppelhaushälfte                               | Straßenfassade und Giebelseiten des Gebäudes, hier: Doppelhaushälfte                               | Nottuln Stiftstr. 20 Karte                              | |                        |                  | A075            |
| Straßenfassade und Giebelseiten des Gebäudes, hier: Doppelhaushälfte                               | Straßenfassade und Giebelseiten des Gebäudes, hier: Doppelhaushälfte                               | Nottuln Stiftsstr. 20 Karte                             | |                        |                  | A076            |
| Bildstock                                                                                          | Bildstock                                                                                          | Nottuln Horst 4 Karte                                   | |                        |                  | A077            |
| weitere Bilder                                                                                     | Gebäude                                                                                            | Nottuln Stiftsplatz 6 Karte                             | |                        |                  | A078            |
| Gartenhaus                                                                                         | Gartenhaus                                                                                         | Nottuln Stiftsplatz 6 Karte                             | |                        |                  | A079            |
| weitere Bilder                                                                                     | Wassermühle „Schulze Westerath“                                                                    | Nottuln Stevern 37 Karte                                | Die Mühle liegt am Wasserlauf der Stever. | 1559                   |                  | A083            |
| Hofanlage (Ausnahme Speicher)                                                                      | Hofanlage (Ausnahme Speicher)                                                                      | Nottuln Stevern 2 Karte                                 | |                        |                  | A084            |
| Gebäude (Alter Kindergarten)                                                                       | Gebäude (Alter Kindergarten)                                                                       | Nottuln Kastanienplatz 11 Karte                         | |                        |                  | A086            |
| Gebäude                                                                                            | Gebäude                                                                                            | Nottuln Stiftsstr. 3 Karte                              | |                        |                  | A091            |
| Wassermühle                                                                                        | Wassermühle                                                                                        | Nottuln Mühlenstr. 14 Karte                             | |                        |                  | A092            |
| Wohnspeicher                                                                                       | Wohnspeicher                                                                                       | Nottuln Heller 19 Karte                                 | | 1890                   |                  |                 |
| Gebäude (Pfarrhaus)                                                                                | Gebäude (Pfarrhaus)                                                                                | Nottuln Kirchplatz 7 Karte                              | |                        |                  | A095            |
| Gebäude                                                                                            | Gebäude                                                                                            | Nottuln Stiftsplatz 11 Karte                            | |                        |                  | A096            |
| Beide Giebelseiten u. Traufseite sowie kl. Torhaus                                                 | Beide Giebelseiten u. Traufseite sowie kl. Torhaus                                                 | Nottuln Stevern 36 Karte                                | |                        |                  | A099            |
| Wohn- und Ateliergebäude                                                                           | Wohn- und Ateliergebäude                                                                           | Nottuln Baumberg 27 Karte                               | |                        |                  | A100            |
| weitere Bilder                                                                                     | Longinusturm (Baumberge)                                                                           | Nottuln Karte                                           | |                        |                  | A101            |
| Ehemalige Wassermühle                                                                              | Ehemalige Wassermühle                                                                              | Nottuln Heller 24 Karte                                 | |                        |                  | A102            |
| Gebäude                                                                                            | Gebäude                                                                                            | Nottuln Horst 19 Karte                                  | |                        |                  | A103            |
| Torhaus, Speicher und Mäusescheune                                                                 | Torhaus, Speicher und Mäusescheune                                                                 | Nottuln Horst 3 Karte                                   | |                        |                  | A104            |
| Bildstock                                                                                          | Bildstock                                                                                          | Nottuln Stevern 40 Karte                                | |                        |                  | A105            |
| Speicher                                                                                           | Speicher                                                                                           | Nottuln Stevern 40 Karte                                | |                        |                  | A105            |
| Gebäude                                                                                            | Gebäude                                                                                            | Nottuln Hagenstr. 17 Karte                              | |                        |                  | A108            |
| Gebäude                                                                                            | Gebäude                                                                                            | Nottuln Daruper Str. 33 Karte                           | |                        |                  | A110            |
| Gebäude „Haus Gertz“                                                                               | Gebäude „Haus Gertz“                                                                               | Nottuln Hagenstr. 11 Karte                              | Ein zweigeschossiger Fachwerkbau mit 3 Achsen, dessen Innenausstattung weitgehend erhalten ist. 1810 erstmals urkundlich erwähnt. Diente als Wohnquartier für die ärmere Nottulner Bevölkerung.                                     |                        |                  | A111            |
| Bildstock                                                                                          | Bildstock                                                                                          | Nottuln Horst 3 Karte                                   | |                        |                  | A112            |
| Bauernhaus                                                                                         | Bauernhaus                                                                                         | Nottuln Stevern 53 (ehemals Stevern 57) Karte           | |                        |                  | A114            |
| Göpel auf der Hofanlage                                                                            | Göpel auf der Hofanlage                                                                            | Nottuln Horst 6 Karte                                   | |                        |                  | A116            |
| Haupthaus auf der Hofanlage                                                                        | Haupthaus auf der Hofanlage                                                                        | Nottuln Horst 1 Karte                                   | |                        |                  | A118            |
| Wappenstein am Gebäude                                                                             | Wappenstein am Gebäude                                                                             | Nottuln Stiftstr. 5 Karte                               | | 1731                   |                  | A119            |
| ehemaliges Bauernhaus                                                                              | ehemaliges Bauernhaus                                                                              | Nottuln Hagenstr. 4 Karte                               | |                        |                  | A121            |
| Stiftsmühle                                                                                        | Stiftsmühle                                                                                        | Nottuln Stevern 4 Karte                                 | |                        |                  | A134            |
| Gebäude                                                                                            | Gebäude                                                                                            | Nottuln Kastanienplatz 1 Karte                          | |                        |                  | A135            |
| Wehrspeicher von 1536                                                                              | Wehrspeicher von 1536                                                                              | Nottuln Heller 19 Karte                                 | | 1536                   |                  | A094            |
| Hofanlage Villa Alstede                                                                            | Hofanlage Villa Alstede                                                                            | Nottuln Heller 19 Karte                                 | | 1877                   |                  |                 |
| Fachwerk-Backsteinspeicher, Fassade, Dach u. Veranda des Wohnhauses, Dach u. Fassade des Torhauses | Fachwerk-Backsteinspeicher, Fassade, Dach u. Veranda des Wohnhauses, Dach u. Fassade des Torhauses | Appelhülsen Heller 34 Karte                             | |                        |                  | A001-A003       |
| ehem. Hofanlage „Schulze Frenking“; Haupthaus u. Speicher                                          | ehem. Hofanlage „Schulze Frenking“; Haupthaus u. Speicher                                          | Appelhülsen Schulze-Frenkings-Hof 40 Karte              | |                        |                  | A016            |
| Kreuzigungsgruppe                                                                                  | Kreuzigungsgruppe                                                                                  | Appelhülsen Münsterstraße (L551) Ecke Pastorskamp Karte | Die aus Sandstein gefertigte Kreuzigungsgruppe zeigt die Passion Jesu mit Maria und Johannes unter dem Kreuz. | 1765, 2004             |                  | A026            |
| weitere Bilder                                                                                     | Kath. Pfarrkirche St. Maria Himmelfahrt                                                            | Appelhülsen Karte                                       | | 1032, 1821–1823, 1885  |                  | A029            |
| Gebäude                                                                                            | Gebäude                                                                                            | Appelhülsen Bahnhofstr. 72 Karte                        | |                        |                  | A032            |
| Bildstock Schulze Frenking                                                                         | Bildstock Schulze Frenking                                                                         | Appelhülsen Hinter dem Pastorat, Marienplatz 15 Karte   | |                        |                  | A034            |
| Mariensäule                                                                                        | Mariensäule                                                                                        | Appelhülsen Kirchplatz Karte                            | Die neugotische Mariensäule befindet sich vor der Kirche St. Mariä Himmelfahrt auf dem Marienplatz. | 1904                   |                  | A052            |
| Wegekapelle                                                                                        | Wegekapelle                                                                                        | Appelhülsen Prozessionsweg Karte                        | |                        |                  | A053            |
| Speicher                                                                                           | Speicher                                                                                           | Appelhülsen Prozessionsweg 6 Karte                      | |                        |                  | A055            |
| Empfangsgebäude Bahnhof Nottuln-Appelhülsen                                                        | Empfangsgebäude Bahnhof Nottuln-Appelhülsen                                                        | Appelhülsen Bahnhofstraße 59 Karte                      | 2007 nach Sturmschaden abgerissen. | 1870                   |                  | A070            |
| „Haus Giesking“                                                                                    | „Haus Giesking“                                                                                    | Appelhülsen Hangenau 25 Karte                           | |                        |                  | A072            |
| Gebäude, „Gasthaus zur alten Post“                                                                 | Gebäude, „Gasthaus zur alten Post“                                                                 | Appelhülsen Münsterstr. 1 Karte                         | |                        |                  | A089            |
| Kriegergedächtniskapelle                                                                           | Kriegergedächtniskapelle                                                                           | Appelhülsen Marienplatz Karte                           | Die Kapelle erinnert insbesondere an die Toten der beiden Weltkriege. | 1923, 1953             |                  | A109            |
| | Bildstock „Jesus mit brennenden Herzen“                                                            | Darup                                                   | |                        |                  | A008            |
| | Bildstock „Heilige Sebastian und Fabian“                                                           | Darup                                                   | |                        |                  | A009            |
| „Alte Diele“                                                                                       | „Alte Diele“                                                                                       | Darup Coesfelder Str. 31 Karte                          | |                        |                  | A011            |
| | Bildstock „Ölbergszene“, z. Zt. Eingelagert                                                        | Darup                                                   | |                        |                  | A013            |
| Anbau der Sandsteinscheune                                                                         | Anbau der Sandsteinscheune                                                                         | Darup Gladbeck 2 Karte                                  | |                        |                  | A028            |
| weitere Bilder                                                                                     | Kath. Pfarrkirche St. Fabian u. Sebastian                                                          | Darup Karte                                             | |                        |                  | A030            |
| Gebäude                                                                                            | Gebäude                                                                                            | Darup Coesfelder Str. 35 Karte                          | |                        |                  | A033            |
| weitere Bilder                                                                                     | Haus Darup                                                                                         | Darup Coesfelder Straße 19 Karte                        | |                        |                  | A038            |
| Hofanlage                                                                                          | Hofanlage                                                                                          | Darup Am Hagenbach 3 Karte                              | |                        |                  | A039            |
| Kriegerdenkmal                                                                                     | Kriegerdenkmal                                                                                     | Darup Coesfelder Str. 60 Karte                          | |                        |                  | A043            |
| Gebäude                                                                                            | Gebäude                                                                                            | Darup Coesfelder Str. 62 Karte                          | |                        |                  | A085            |
| Kreuzkapelle Daruper Berg                                                                          | Kreuzkapelle Daruper Berg                                                                          | Darup Daruper Berg Karte                                | |                        |                  | A088            |
| Speicher und Gräfte auf der Hofanlage                                                              | Speicher und Gräfte auf der Hofanlage                                                              | Darup Hanrorup 1 Karte                                  | |                        |                  | A093            |
| Speicher                                                                                           | Speicher                                                                                           | Darup Gladbeck 3 Karte                                  | |                        |                  | A098            |
| Gebäude                                                                                            | Gebäude                                                                                            | Darup Coesfelder Straße 28 Karte                        | |                        |                  | A102            |
| Bildstock                                                                                          | Bildstock                                                                                          | Darup Hastehausen 3 Karte                               | |                        |                  | A113            |
| Wohnhaus                                                                                           | Wohnhaus                                                                                           | Darup Coesfelder Str. 38 Karte                          | |                        |                  | A122            |
| Hofhaus                                                                                            | Hofhaus                                                                                            | Darup Gladbeck 1 Karte                                  | |                        |                  | A129            |
| Hofgebäude                                                                                         | Hofgebäude                                                                                         | Limbergen Hövel 20 Karte                                | |                        |                  | A040            |
| BW                                                                                                 | Bildstock                                                                                          | Limbergen Hövel 17 Karte                                | |                        |                  | A097            |
| Haupthaus, Stallanbau, Remise/Scheune, Torpfeiler und Mauer auf der Hofanlage                      | Haupthaus, Stallanbau, Remise/Scheune, Torpfeiler und Mauer auf der Hofanlage                      | Limbergen Hövel 2 Karte                                 | |                        |                  | A127            |
| Sandsteinspeicher                                                                                  | Sandsteinspeicher                                                                                  | Schapdetten Roxeler str. 13 Karte                       | |                        |                  | A010            |
| weitere Bilder                                                                                     | Kath. Pfarrkirche St. Bonifatius                                                                   | Schapdetten Karte                                       | |                        |                  | A031            |
| weitere Bilder                                                                                     | Kreuzwegstationen auf dem Friedhof Schapdetten                                                     | Schapdetten Karte                                       | |                        |                  | A036            |
| BW                                                                                                 | Bildstock                                                                                          | Schapdetten Schenkingstraße 25 Karte                    | |                        |                  | A037            |
| Kriegerdenkmal                                                                                     | Kriegerdenkmal                                                                                     | Schapdetten Roxeler Str. 18 Karte                       | |                        |                  | A066            |
| Bildstock                                                                                          | Bildstock                                                                                          | Schapdetten Schenkingstr. 5 Karte                       | |                        |                  | A081            |
| BW                                                                                                 | Wegekapelle                                                                                        | Schapdetten Roxeler Str. Karte                          | |                        |                  | A082            |
| BW                                                                                                 | Pastoratsgebäude                                                                                   | Schapdetten Fuldastr.4 Karte                            | |                        |                  | A107            |
| BW                                                                                                 | Wohnhaus                                                                                           | Schapdetten Roxeler Straße 13 Karte                     | |                        |                  | A115            |
| Haupthaus, Speicher und Torhaus auf der Hofanlage                                                  | Haupthaus, Speicher und Torhaus auf der Hofanlage                                                  | Schapdetten Roxeler Str. 1 Karte                        | |                        |                  | A123            |
| Hofanlage                                                                                          | Hofanlage                                                                                          | Nottuln Baumberg 78 Karte                               | Haupthaus mit angebautem Stall, Pfeiler des Eingangstores und ein Scheunengebäude. |                        | 2003             | A136            |

## Nachträgliche Eintragungen
Die vorgenannte Denkmalliste ist nach Stand August 2016 unvollständig. Sie umfasst insgesamt 148 Denkmäler. Die Liste umfasst einen Teil der hinzugekommenen oder nicht nummerierten Denkmäler.
| Bild               | Bezeichnung                                   | Lage                                 | Beschreibung                                        | Bauzeit   | Eingetragen seit     | Denkmal- nummer |
| ------------------ | --------------------------------------------- | ------------------------------------ | --------------------------------------------------- | --------- | -------------------- | --------------- |
| Steverschule       | Steverschule                                  | Nottuln Niederstockumer Weg 45 Karte | Arch. Wolfgang Pantenius und Ruth Pantenius-Lohmann | 1969–1971 | Nach Zeitungsbericht |                 |
| weitere Bilder     | ehemaliges Hofhaus                            | Nottuln Heller 42 Karte              |                                                     |           |                      |                 |
| BW                 | Speicher der Hofanlage                        | Nottuln Stevern 53 Karte             | identisch mit Nr. A114?                             |           |                      |                 |
| weitere Bilder     | Pfarrkirche St. Martinus (ehem. Stiftskirche) | Nottuln Karte                        |                                                     |           | 1986                 | A022            |
| Speicher           | Speicher                                      | Nottuln Hagenstr. 2 Karte            |                                                     |           |                      | A064            |
| Gebäude            | Gebäude                                       | Nottuln Stiftstr. 25 Karte           |                                                     |           |                      | A087            |
| Jüdischer Friedhof | Jüdischer Friedhof                            | Nottuln Uphovener Weg Karte          |                                                     |           |                      | A090            |
| Wegekreuz          | Wegekreuz                                     | Nottuln Uphovener Weg Karte          |                                                     |           |                      | A132            |